# 倉科遼
倉科 遼（くらしな りょう、1950年6月23日 - ）は、日本の漫画原作者、元漫画家。
栃木県那須郡黒磯町（現：那須塩原市）出身。明治大学中退。水商売モノ（本人いわく「ネオン街モノ」）を得意としてネオン劇画の開祖とも言われる、この分野でのビッグネームである。以前は、司敬（つかさ けい）名義で劇画を執筆していた（「司敬」名義での漫画原作も存在する）。
漫画原作のほかに、本名の大場 敬司（おおば けいじ）名義で編集プロダクション「フリーハンド」及び「オフィスケイ」も経営しており、雑誌まるごと、もしくは一部を出版社から請け負っている。また、フリーハンドが中心となって自作品の舞台化も積極的に行っており、自身も製作総指揮などを務める。

## 経歴
1971年、「司敬」名義で漫画家としてデビューする。青年誌を中心に活動し、幾多のヒット作を手がける（代表作として『野望の群れ』『会津おとこ賦』『武田みけん星』『昭和バンカラ派』『ダンシング・ファイター』などがある）。しかし、次第に漫画家として行き詰まりを感じるようになり断筆、「倉科遼」と改名し、心機一転、漫画原作者を専業として再起する。その始めの原作として和気一作と組んだ『悪女の鑑』シリーズが当たり、原作の道に入る。
原作作品の多くは女主人公のネオン劇画もので、代表作は『女帝シリーズ』、『嬢王』、『夜王』など。

## 作品
電子書籍のみの作品も含まれています。

### 倉科遼名義
（五十音順）
- 愛人形 -あいドール-（池田文春）　全1巻
- 愛と復讐の挽歌（勘崎順次）　全6巻
- 蒼空〜ずっと愛して〜（成田マナブ）　全1巻
- 碧の海〜LONG SUMMER〜（東海テレビ放送制作テレビ帯連続ドラマ用のオリジナル原案）
- 悪女の鑑（和気一作）　全2巻
- アゲ×バン～バンド少女キャバクラDiary～（秋重学） 全2巻
- 紫陽花夫人（岬ゆきひろ）※R18　全1巻
- 居酒屋八兵衛（杉浦要之介）
- いつか勝ち組!（小林拓己）全5巻
- 艶恋師（みね武）　全3巻
  - 艶恋師 〔放浪編〕（みね武）　全5巻
- エグジスタンス（河承男）　全3巻
- お助け屋☆陣八　- 読売テレビ制作・日本テレビ系列の木曜ミステリーシアター枠のテレビドラマ用原案。
- 女狩り（佐多みさき）※R18　全1巻
- 快感ホステス蘭（南條司）　全1巻
- 快楽添乗員 純（上端たに・南條司）　全3巻
- カサノバ伝説（檜垣憲朗）　全1巻
- 荷風になりたい 不良老人指南（ケン月影）　全4巻
- 銀座並木通り物語（山崎京）
- クラブ アンダルシア（みね武）　全3巻
- クラブ・ゴージャス〜真夜中のお仕置き（花小路ゆみ）　全1巻
- クレオパトラ〜世界女帝列伝（叶精作）　全7巻
- 黒服物語（成田マナブ）　全4巻
- コスプレ探偵（宮崎摩耶）　全1巻
- ごりょんさん 〜博多中洲の女帝 藤堂和子の物語〜（和気一作）
- 示談屋（左近士諒）　全2巻
- ジャンヌ・ダルク（柴秋尾）
- 順子（勘崎順次）　全8巻
- 純と愛（岸みきお）　全2巻
- 嬢王（紅林直）　全12巻
- 女帝（和気一作）　全24巻
- 女帝 薫子（和気一作）　全3巻
- 女帝花舞（和気一作）　全28巻
  - 女帝花舞〜京ふたり（和気一作）　全2巻
- 女帝NEO・美姫（あだちつよし）
- 女帝 由奈（黒川あづさ）　全12巻
- 女優（和気一作）　全10巻
- 十人十艶シリーズ
  - 空を泳ぐ女（玉置一平）　全1巻
  - 星を食べる女（岩下博美）　全1巻
- 新宿蛍（佐多みさき）　全2巻
- Say You（大谷じろう）　全5巻
- 女衒（岩田和久）　全5巻
- 銭華（和気一作）　全3巻
- 銭夜叉（内山まもる）　全2巻
- SOLEIL〜ソレイユ〜（紅林直）　全3巻
- 匠三代シリーズ（佐藤智一）
  - 匠三代　全11巻
  - 匠三代 深川大家族　全4巻
- 黄昏酒場（黄昏酒場）　全1巻
- TWINS GAME（羽崎雅）　全3巻
- 剣(TSURUGI)〜侍ソルジャー〜（河承男）
- 帝王（関口太郎） - 実業家・輝咲翔がモデル　全8巻
- デスティニィ -運命-
- 添乗員アイコ（今井美保）　全1巻
- DAWN -陽はまた昇る-（ナカタニD.）　全8巻
- 翔びなさい!アヒル（成田マナブ）　全10巻
- Dreams -ショーガールの夢-（東克美）　全5巻
- True Loveをさがして（ひなた未夢）　全1巻
- 人情暖簾（杉浦要之介）
- ネオン蝶（東克美）　全10巻
- ネオン華（東克美）　全2巻
- 花街情話（左近士諒） 全1巻
- ホスト王一代記実録破天荒（河島慶）- 実業家・愛田武がモデル 廉価版全2巻
- 華（はん）なりと（月島薫）　全4巻
- 美悪の華（檜垣憲朗）　全18巻
- フードル日記（ぺるそな）　全1巻
- 不倫白書（東克美）　全2巻
  - 不倫白書〜秘めた欲求〜（東克美）　全1巻
- ブルックリン橋をわたって（ハヅキ）　全3巻
- フレイア戦記〜剣の乙女〜（藤原ひさし）
- 舞姫 〜ディーヴァ〜（大石知征）　全5巻
- 真夜中の騎士（勘崎順次）　全1巻
- 真夜中の熱帯魚（東克美）　全1巻
  - 真夜中の熱帯魚〜泡姫たちの告白（東克美）　全2巻
- 万華鏡（ケン月影）
- 夢王（成田マナブ）　全14巻
- 夜王-YAOH（井上紀良）　全29巻
- 夜光華（東克美）
- 柳生十兵衛 世直し旅（松方弘樹主演映画の為のオリジナル原案）
- 夜叉の舞い（川崎三枝子・高村圭）　全5巻
  - 夜叉の舞い〜最後の戦い〜（川崎三枝子）　全1巻
- ヤンキャバ･ウォーズ 〜六本木 元ヤンキャバ嬢大戦争〜（まつやま誠十）
- ユメノカケラ〜ラチエンブラザーズ物語〜（神崎新）
- 用心棒（杉浦要之介）　全2巻
- 横濱ベイブルース（岩田和久）　全2巻
- YOSHITSUNE〜牛若丸と静悠久の愛の物語〜（羽崎雅）　全10巻
- 夜を生きる 歌舞伎町ホスト・手塚マキ物語（画：柳葉あきら、『小説幻冬』2022年6月号[5] - 11月号連載）全1巻
- 柳都物語（和気一作）　全6巻
- 恋華〜夜に咲く恋〜（森永茉裕）
- レンタル彼氏（花小路ゆみ・酒井あゆみ・東克美）　全1巻
- んなアホな!!（ナカタニD.）
- 銀座のネオン蝶に全財産を奪われた男（漫画原作、画：中河和典。『実話BUNKAタブー』2018年7月号掲載）

### 司敬名義
（五十音順）
- 会津おとこ賦（原麻紀夫）　全12巻
- 会津白虎隊異聞 士魂燃ゆ　全1巻
- おとこ拳 ダンシングファイター　全7巻
- 俺の愛妻　全1巻
- 俺の大地　全3巻
- 俺は春九郎　全5巻
- カサノバ　全2巻
- 劇画西郷隆盛　全2巻
- 拳闘士　全12巻
- ザ・キング　全5巻
- サムライ拳　全3巻
- 沙也可　全3巻
- 雀鬼がゆく（荒正義）　全6巻
- 昭和バンカラ派　全17巻
- 青雲伝　全6巻
- 青春にジャンプ　全1巻
- 聖馬伝説　全2巻
- 武田みけん星　全13巻
- 追跡者　全1巻
- 津軽青春山河　全5巻
- 天馬の空　全4巻
- ドリームロード　全1巻
- 野望の群れ　全28巻
- ファラウェイ　全2巻
- 武侠一代　全6巻
- 無頼漢 ジェロニモ　全2巻
- 無頼警察（金子和弘）　全2巻
- 竜が舞う-坂本龍馬青春賦-　全1巻
- 龍の伝説　全2巻
- リョオの海（地引かずや）　全7巻
- 竜馬翔ける　全9巻
- 若き日の武田信玄　全1巻

## アシスタント
- 地引かずや
- 雅亜公